# Психологизм
Психологи́зм — тенденция в философии и гуманитарном знании к объяснению духовных явлений и идеальных сущностей работой индивидуального или коллективного сознания, внутреннему миру персонажа литературы. Наиболее известны психологистические системы в логике и математике.
Логический психологизм — это логико-философская концепция, утверждающая, что логика является психологической дисциплиной, а ее законы являются законами сознания
или «естественного» мышления (понимаемого как психический процесс), установление которых должно происходить эмпирическим путем. Психологизм в философии математики — это точка зрения, согласно которой понятия и/или истины укоренены в психологических фактах или законах, происходят из них или объясняются ими.
Род логического психологизма поддерживался Дж. С. Миллем и рядом немецких логиков XIX века, включая Христофа Зигварта и К. О. Эрдмана. Критика психологизма в логике и математике Г. Фреге и Э. Гуссерлем, в эпистемологии — К. Поппером, привела к становлению антипсихологизма.
Логический антипсихологизм — это логико-философская концепция, являющаяся антитезой логическому психологизму, которая утверждает, что логика является независимой от психологии, априорной теоретической дисциплиной. В отечественной традиции радикальных антипсихологических взглядов придерживались Г. П. Щедровицкий и другие участники Московских логического и методологического кружков, а также Э. В. Ильенков и его ученики.